# Kent Osborne
Kent Osborne es un guionista, actor, y productor de películas y televisión estadounidense. Como escritor y artista storyboard para tales espectáculos televisivos animados como SpongeBob SquarePants, Camp Lazlo,  Courage the Cowardly Dog, Phineas and Ferb, The Marvelous Misadventures of Flapjack, Adventure Time, y Regular Show. Él ha recibido múltiples nominaciones al Premio Emmy. Es actualmente el escritor en jefe de Hora de Aventura. También ha protagonizado varias películas estilo mumblecore, incluyendo Hannah Take the stairs, Nights and Weekends, All the Light in the Sky y Uncle Kent (en la función de título). Su hermano es el director Mark Osborne.

## Infancia y juventud
Osborne y su hermano Mark nacieron en Vermont pro después se mudaron a Flemington, New Jersey. Se graduó en el Hunterdon Central Regional High Shcool y estudió actuación en Nueva York en la Academy of Dramatic Arts y en el David Mamet's Atlantic Theater Company.

## Carrera
Osborne ocupó su primer papel fílmico en School Ties (1992) con Brendan Fraser, Matt Damon , Ben Affleck, y Chris O'Donnell. Su personaje Emile en School Ties inspiraron a Osborne para escribir el guion para la película Drooping Out, en el que protagoniza junto a David Koechner, Adam Arkin, John Stamos, Katey Sagal, y Fred Willard. Su hermano Mark dirigió la película, la cual tuvo su estreno mundial en el Festival de cine Sundance 2000.
Osborne fue socio de la comendiante Atraca Schneider para la elaboración de sus rutinas. Después de hacer papeles recurrentes en el programa de TBS Dinner and a Movie, él realizó el programa spinoff de TBS , Movie Lounge, empezando en 1998.
De 2002 a 2005, Osborne fue escritor y director de storyboard para SpongeBob SquarePants en Nickelodeon. Recibió dos nominaciones al Premio Emmy por su escritura en el show, en 2003 y 2004. También fue uno de los escritores para la película teatral, The SpongeBob SquarePants Movie (2004).
Tiempo después, Osborne se dedicó a escribir para otras series animadas pertenecientes a Cartoon Network, incluyendo Camp Lazlo (nominado al Emmy en 2006), Las Maravillosas desventuras de Flapjack (nominado al Emmy en 2010), y Hora de Aventura (nominado al Emmy en 2010, 2012, 2013, y 2014). También escribió e hizo storyboarded en varios episodios de la primera temporada de la serie de Disney Channel Phineas y Ferb en 2008.
Osborne ha sido guionista y actor en un montón de películas asociadas con el movimiento mumblecore, incluyendo varias dirigidas por Joe Swanberg. Él coescribió y actuó en Hannah Takes the Stairs(2007) y tuvo una papel secundario en Nights and Weekends (2008). Para Uncle Kent, el cual debutó en el Festival de cine Sundance 2011  , Osborne sirvió como coescritor y coproductor, así como en función al título, fue basada libremente en su propia vida.
En 2011,  protagonizó de la película del directory escritor Amber Sealey How to Cheat. Osborne y sus compañeros de reparto ganaron el premio al mejor rendimiento en la Competición Narrativa del Festival de cine de Los Ángeles 2011.
En 2013,  crea la serie de internet Cat Agent con Rug Burn (fundado por miembros de personal de Titmouse, Inc. y Six Point Harness).
Osborne también ha trabajado como director de voz para Las Maravillosas Desventuras de Flapjack, Bee and PuppyCat, Hora de Aventura con Finn y Jake y Steven Universe y asesor de historia para Cartoon Network Development Studio Europe es su primer show llamado El Increíble Mundo de Gumball.